# Orthoclydon princeps
Orthoclydon princeps är en fjärilsart som beskrevs av Hudson 1903. Orthoclydon princeps ingår i släktet Orthoclydon och familjen mätare. Inga underarter finns listade i Catalogue of Life.